# Ermione

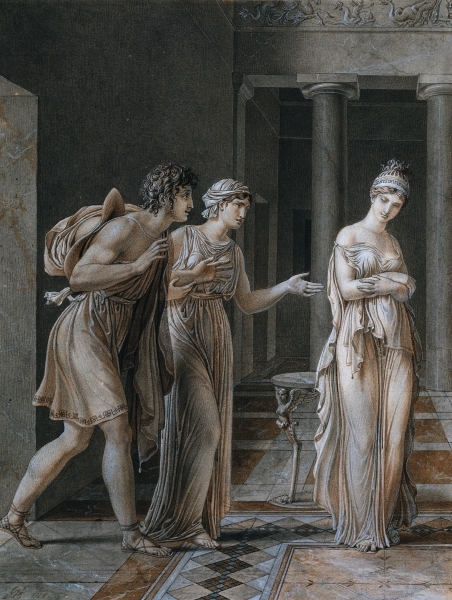
Oreste e Ermione

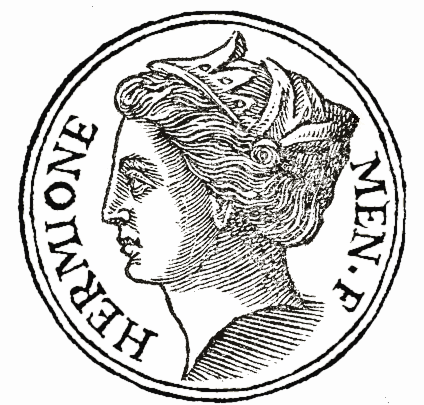
Ermione

Ermione è una figura della mitologia greca, figlia di Menelao e di Elena.
Nonostante il nonno materno Tindaro l'avesse promessa in sposa al cugino Oreste, il padre Menelao la fece sposare con il figlio di Achille, Neottolemo. Quando la guerra di Troia finì, a Neottolemo venne assegnato insieme al bottino di guerra anche la moglie di Ettore, Andromaca. Ma Ermione, che non sopportava la presenza di Andromaca, tramò contro di lei e contro il figlio che questa aveva avuto da Neottolemo, Molosso. Molosso e la madre Andromaca vennero tuttavia messi in salvo dal padre di Achille, Peleo. Neottolemo, nel frattempo, si trovava a Delfi per consultare l'oracolo sull'infecondità di Ermione, e qui fu raggiunto e ucciso da Oreste.
Ermione quindi si unì a Oreste e dal loro matrimonio nacque Tisameno.
Le sue vicende erano l'oggetto dell'Hermiona del tragediografo latino Marco Pacuvio, che trasse l'opera, a sua volta, da un originale greco di cui oggi non è rimasta traccia, probabilmente un'omonima tragedia di Sofocle. 
Il mito di Ermione è al centro dell'Andromaca di Euripide, dell'ottava lettera delle Eroidi di Ovidio, dell'Andromaca di Jean Racine e dell'Ermione di Gioachino Rossini. 
Sempre da Ermione prende il nome la figura femminile (probabilmente la sua amante Eleonora Duse) che accompagna il poeta Gabriele D'Annunzio nella poesia La pioggia nel pineto.

## Fonti
- Igino, Fabulae, 122;
- Euripide, Andromaca, 152 ss.
- Pausania il Periegeta, Periegesi della Grecia, I, 33, II, 18;
- Pseudo-Apollodoro, Biblioteca, III, 11, 1.